# Big John Studd
Big John Studd, pseudonimo di John William Minton (Contea di Butler, 19 febbraio 1948 – Burke, 20 marzo 1995), è stato un wrestler statunitense.

## Carriera
Big John Studd fu allenato da Killer Kowalski insieme al quale vinse il WWF Tag Team Championship nel 1976. Studd impressionava molti per il fisico. Infatti all'epoca non molti atleti superavano i 2,15 di altezza e pesavano oltre 135 kg (a parte King Kong Bundy e André The Giant). Lasciò la World Wrestling Federation e si fece chiamare Chuck O'Connor e nel 1978, insieme a Ken Patera vinse i Mid-Atlantic Tag Tag Team Championships. Nelle federazioni minori, ebbe qualche feud con Barry Windham e Dusty Rhodes. Nel 1982, provò varie volte a conquistare l'NWA World Heavyweight Championship ma venne battuto diverse volte da Ric Flair.

### World Wrestling Federation (1982-1986; 1989)

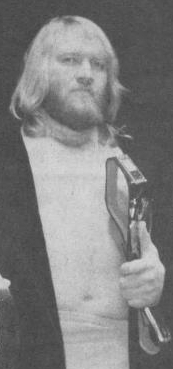
Studd nel 1982 con la cintura NWA National Tag Team

Studd ritornò poi in WWF sul finire del 1982, con manager Freddie Blassie. Diventò velocemente uno dei migliori heel.
Studd iniziò ad interessarsi al WWF Championship, detenuto da Bob Backlund e per questo ebbe un feud con André The Giant per determinare il primo sfidante. Studd iniziò poi a sfidare vari atleti alla bodyslam challenge, sconfiggendoli tutti. Intanto il feud con André crebbe d'intensità quando durante un match di coppia tra Studd & Ken Patera contro André the Giant & S.D. Jones, terminato per squalifica dopo le continue irregolarità commesse da Studd & Patera, i due assalirono André e dopo averlo tramortito, gli tagliarono la folta chioma afro. A Wrestlemania I, nel 1985, Studd e André the Giant si affrontarono in un Bodyslam Challenge Match dove c'erano in palio 15.000 dollari e a vincere fu il francese che riuscì a sollevare Studd schiacciandolo al tappeto. In seguito, Big John fu anche sfidato dal campione del mondo Hulk Hogan in un match, ma venne sconfitto.
Dopo Wrestlemania, Studd strinse alleanza con King Kong Bundy, altro gigante della federazione. I due, ad un house show della WWF, attaccarono André infortunandolo. André The Giant, per rispondere agli attacchi dei due, si alleò con gente come Hulk Hogan, Junkyard Dog, Tony Atlas ed Hillbilly Jim. Nel 1986, si tenne la prima over the top rope battle royal di sempre, alla quale parteciparono sia André che Studd. Arrivarono in finale proprio loro due; tuttavia, Studd venne distratto da William Perry che permise ad André di vincere la battaglia.
Bundy e Studd provarono a conquistare i WWF Tag Team Championship nel 1986, ma vennero sconfitti da Davey Boy Smith e Dynamite Kid. Studd combatté il suo ultimo match il 15 novembre 1986, quando in coppia con Bundy sconfisse i The Machines.
Sul finire del 1988, venne annunciato che Studd sarebbe ritornato a combattere. Subito, Bobby Heenan si offrì di fare nuovamente da manager a Studd, il quale rifiutò diventando un face. Questo è un turn storico in quanto Big John Studd era sempre stato un heel. Studd riprese il feud con André the Giant che nel frattempo era diventato un heel per mano di Heenan. Il 15 gennaio 1989, Big John Studd vinse la Royal Rumble entrando col numero 27, eliminando per ultimo Ted DiBiase. Studd fece anche da arbitro nel match di Wrestlemania V fra André the Giant e Jake Roberts. Combatté il suo ultimo match il 4 giugno 1989, vincendo contro Hillbilly Jim.

## Morte
Minton morì nel 1995 per un tumore diagnosticatogli due anni prima; è sepolto nel cimitero parrocchiale di Saxonburg, Pennsylvania.

## Personaggio

### Mosse finali
- Reverse bearhug
- Chokeslam

### Manager
- Freddie Blassie
- Justin Lee
- Bobby Heenan
- Ted DiBiase

## Titoli e riconoscimenti
Championship Wrestling from Florida
- NWA Florida Global Tag Team Championship (1 - con Jimmy Garvin)

European Wrestling Union
- EWU World Super Heavyweight Championship (1)

Georgia Championship Wrestling
- NWA National Tag Team Championship (1 - con Super Destroyer)

Maple Leaf Wrestling
- NWA Canadian Heavyweight Championship (Toronto version) (1)

Mid-Atlantic Championship Wrestling
- NWA Mid-Atlantic Tag Team Championship (4 - 1 con Ric Flair, 1 con Ken Patera, 1 con Masked Superstar #1 e 1 con Roddy Piper)

NWA Big Time Wrestling
- NWA American Heavyweight Championship (1)
- NWA Texas Tag Team Championship (1 - con Bull Ramos)

NWA Mid-Pacific Promotions
- NWA North American Heavyweight Championship (Hawaii version) (1)
- NWA Hawaii Tag Team Championship (1 - con Buddy Rose)

NWA Southern Championship Wrestling
- NWA Tennessee Southern Heavyweight Championship (1)

Pro Wrestling Illustrated
- PWI Tag Team of the Year (1976) – con Killer Kowalski
- 60º posto nella lista dei 500 migliori wrestler nei PWI Years (2003)

World Championship Wrestling
- WCW Hall of Fame (1995)

World Wrestling Association
- WWA World Tag Team Championship (1 - con Ox Baker)

World Wrestling Federation
- World Tag Team Championship (1 - con Killer Kowalski)
- Royal Rumble 1989
- WWE Hall of Fame (classe del 2004)

## Filmografia
- Micki + Maude (1984)
- Protector (The Protector) (1985)
- Double Agent (1987)
- Hyper Space (1989)
- Caged in Paradiso (1990)
- Shock 'Em Dead (1991)
- The Marrying Man (1991)
- Bella, bionda... e dice sempre sì (1991)
- Harley Davidson & Marlboro Man (1991)